# Tanja Grunwald
Tanja Grunwald (født 5. januar 1968) er en dansk caster/casting director. Datter af skuespiller Lily Weiding og skuespiller/teaterleder Morten Grunwald. Med erfaring fra arbejde som produktionsassistent på Betty Nansen Teatret og Østre Gasværk Teater er Tanja Grunwald en af de mest benyttede castere på danske spillefilm og europæiske tv-serier. [kilde mangler]